# Зекках (река)
Зекках (нем. Seckach) — река в Германии, протекает по земле Баден-Вюртемберг. Правый приток реки Ягст. Длина — 28,8 км, площадь водосборного бассейна — 262 км².

## Течение
Зекках берёт начало в горах Оденвальд. Исток реки расположен к юго-востоку от Вальдхаузена (района города Бухен). Высота истока — 372 м над уровнем моря. Течёт в южном направлении через населённые пункты Зекках, Адельсхайм, Ройгхайм. Зекках впадает в Ягст в черте города Мёкмюля. Высота устья — 171,9 м над уровнем моря.